# لس سیلس
لس سیلس (به اسپانیایی: Los Silos) یک شهرستان در اسپانیا با جمعیت ۵٬۴۵۶ نفر است که در جزایر قناری واقع شده‌است.